# Soldadito español (película)
Soldadito español es una película española de comedia dramática estrenada el 7 de octubre de 1988, dirigida por Antonio Giménez-Rico y protagonizada en los papeles principales por Maribel Verdú, Juan Luis Galiardo, María Garralón y Francisco Bas.

## Argumento
Francisco es un modesto músico que se casa con Luisa, una joven miembro de una familia de arraigado espíritu militar. Esta circunstancia le obliga a ingresar en la banda del regimiento de su localidad. Su hijo Luis, de dieciocho años, provoca la indignación de la familia, ya que no solo no quiere seguir la tradición de músico de su padre, sino que se niega a cumplir el servicio militar. Sin embargo, las presiones de los padres y los abuelos, que temen que Luis sea declarado prófugo, fuerzan al chico a aceptar.

## Reparto
- Maribel Verdú como Marta Ocón Cabezuela.
- Juan Luis Galiardo como Francisco Calleja.
- María Garralón como Luisa Perales.
- Luis Escobar como	Víctor Perales.
- Miguel Rellán como	Angel Perales.
- María Luisa San José como Elena.
- Félix Rotaeta como	Román Perales.
- Amparo Baró como Lola.
- José Luis López Vázquez como Manuel Ocón.
- Francisco Bas como	Luis Calleja Perales.
- Marisa Porcel como Concha Cabezuela.
- Maruchi León como	Chus.
- Ana Álvarez como Camarera.
- Nines Martínez
- Francisco Casares como Sargento Instructor.